# Aglaja
Aglaja (nebo i Aglaia) je ženské křestní jméno řeckého původu. Pochází z řeckého slova aglaos a vykládá se jako „zářivá, krásná“.
Podle maďarského kalendáře má svátek 14. května.

## Aglaja v jiných jazycích
- Slovensky, maďarsky: Aglája
- Německy, anglicky, španělsky: Aglaia
- Rusky: Aglaja
- Srbsky: Aglija

## Známé nositelky jména
- Aglaia Morávková – česká herečka
- Aglaja Veteranyi – švýcarská spisovatelka a herečka